# Mainzer Orthese

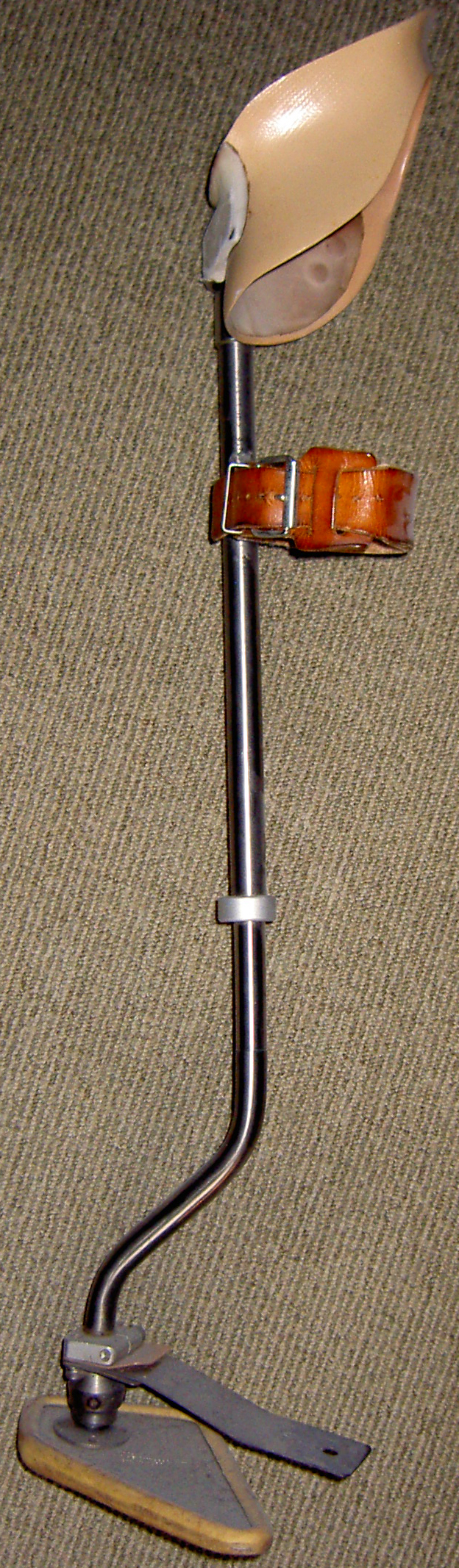
Mainzer Orthese

Die Mainzer Orthese (auch Mainzer Hüftentlastungs- oder MHE-Orthese bzw. -Schiene) ist eine Weiterentwicklung der Thomasschiene, die zur Entlastung des Hüftgelenks dient. Sie wurde 1975 von R. Volkert entwickelt. Es handelt sich um eine Orthese, die nach internationaler Klassifizierung als Knie-Knöchel-Fuß-Orthese der Rubrik Entlastungsorthesen einzuordnen ist. Verwendet wird die Schiene zur Behandlung von Morbus Perthes bzw. Femurkopfnekrosen bei Kindern und Jugendlichen. Hierbei geht es um das ‚Zentrieren‘ des Oberschenkel-Hüftkopfes.
Von der normalen Thomasschiene unterscheidet sie sich durch den sogenannten PTF-Ringschaft und die abduzierte sowie innenrotierte Zwangshaltung des Beines. Anders als bei Thomasschienen gibt es bei Mainzer Schienen nicht die Option eines Kniegelenkes, so dass es nicht möglich ist, im Sitzen das Knie zu beugen.
Das Bein schwebt nicht vollständig in der Luft, sondern wird mittels des Schuhs an einer Stahlfeder befestigt, die für eine Extension und Innenrotation des Beines sorgt, aber eine Belastung verhindert. Statt eines Schuhs kann die Befestigung auch mit einer Sprunggelenkmanschette erfolgen, so dass wenigstens Vorfuß und Zehen frei bleiben können. Am gesunden Bein ist eine Schuherhöhung von 6 bis 8 cm erforderlich.
Die Anwendung von Orthesen bei Morbus Perthes ist rückläufig, da eine Behandlung mit Gehhilfen und Rollstuhl zu gleichen Heilungsergebnissen führt.